# Danka Barteková
Danka Barteková, née le 19 octobre 1984 à Trenčín, est une tireuse sportive slovaque.

## Palmarès
- Jeux olympiques[1]
  - 8e en skeet en 2008 à Pékin
  -  Médaille de bronze en skeet en 2012 à Londres

- Championnats du monde de tir
  -  Médaille d'argent en skeet par équipes en 2005 à Lonato
  -  Médaille d'argent en skeet par équipes en 2014 à Grenade
  -  Médaille de bronze en skeet en 2005 à Lonato
  -  Médaille de bronze en skeet en 2006 à Zagreb
  -  Médaille de bronze en skeet par équipes en 2009 à Maribor
  -  Médaille de bronze en skeet en 2010 à Munich[2]
  -  Médaille de bronze en skeet par équipes en 2010 à Munich
  -  Médaille de bronze en skeet par équipes en 2011 à Belgrade
  -  Médaille de bronze en skeet en 2014 à Grenade

- Championnats d'Europe de tir
  -  Médaille d'or en skeet par équipes en 2006 à Maribor
  -  Médaille d'or en skeet en 2008 à Nicosie
  -  Médaille d'or en skeet par équipes en 2008 à Nicosie
  -  Médaille d'or en skeet en 2010 à Kazan
  -  Médaille d'or en skeet par équipes en 2010 à Kazan
  -  Médaille d'or en skeet par équipes en 2014 à Tatárszentgyörgy
  -  Médaille d'or en skeet par équipes en 2015 à Maribor
  -  Médaille d'or en skeet en 2018 à Leobersdorf
  -  Médaille d'or en skeet par équipes en 2018 à Leobersdorf
  -  Médaille d'argent en skeet par équipes en 2011 à Belgrade
  -  Médaille d'argent en skeet en 2015 à Maribor
  -  Médaille de bronze en skeet par équipes en 2007 à Grenade
  -  Médaille de bronze en skeet en 2013 à Suhl
  -  Médaille de bronze en skeet par équipes en 2013 à Suhl
  -  Médaille de bronze en skeet en 2014 à Tatárszentgyörgy
  -  Médaille de bronze en skeet par équipes en 2016 à Lonato

- Jeux européens
  -  Médaille d'argent en skeet par équipes en 2023 à Cracovie

- Universiade
  -  Médaille d'argent en skeet en 2011 à Shenzhen

### Comité international olympique
Le 11 août 2012, elle est élue par ses pairs en tant que membre du Comité international olympique pour une durée de huit ans, les trois autres élus lors de cette session étant le Français Tony Estanguet, la Zimbabwéenne Kirsty Coventry, et l'Australien James Tomkins,.